# Моравские маркграфские войны
Моравские маркграфские войны (чешск. Moravské markraběcí války) — серия вооруженных конфликтов, имевших место в Моравии на рубеже XIV—XV веков.

## Предпосылки
После смерти императора Карла IV Люксембургского порядок наследования короны Священной Римской империи и Чешского королевства нарушился. В то время в Моравии совместно правили сыновья влиятельного маркграфа Яна Йиндржиха Люксембургского, братья Йошт и Прокоп Люксембургские. Они также участвовали в попытках династии Люксембургов заполучить польскую и венгерскую короны, в частности, финансово поддержали своего двоюродного брата Сигизмунда в получении венгерской короны. Новый чешский король Вацлав IV также не раз искал финансовой помощи у своих моравских кузенов.

## Первая маркграфская война
После периода относительного мира в 1380-х годах в династии Люксембургов началась борьба за власть. С одной стороны выступили Сигизмунд и Йошт, с другой — Вацлав IV, который искал поддержки у своего младшего брата Яна Згожелецкого и двоюродного брата Прокопа Моравского. В Моравии, в свою очередь, совместное правление Йошта и Прокопа прекратилось и началась локальная война за единоличную власть.

## Вторая маркграфская война
На стороне Йошта выступило большинство моравских феодалов, но они требовали плату за свою верность и фактически сражались как наемники. Прокоп нашел себе союзников в северной Моравии и Силезии. Боевые действия чередовались с неудачными мирными переговорами. В Моравии началось безвластие, многие дворяне превратились в разбойников и нападали не только на замки и деревни своих врагов, но и на обозы купцов, захватывали заложников, требуя от родственников выкуп.
В 1394 году Вацлав IV был пленен Йоштом и отправлен в плен в Австрию, но уже через два года был освобожден. Его брат Ян Згорелецкий также был освобожден из тюрьмы, но вскоре умер при невыясненных обстоятельствах, и Прокоп Моравский остался главным союзником Вацлава. После смерти епископа Оломоуца Микулаша Прокоп получил право управления местными епископскими владениями. Эти земли стали опорой власти короля Вацлава. Однако Папа Римский посчитал действия Прокопа захватом церковных земель и пригрозил ему и его сторонникам во главе с известным военачальником Яном Соколом из Ламберка отлучением от церкви. Бои между дворянами продолжались, вновь начались грабежи, налеты на деревни и общее безвластие.

## Третья маркграфская война
В марте 1402 года Вацлав IV вновь попал в плен и был временно низложен Сигизмундом, а в июне был пленен и Прокоп. Однако в том же году в политике Йошта произошел коренной поворот. Он рассорился с Сигизмундом и заявил о своих претензиях на Богемию. Йошт сблизился со сторонниками Вацлава и установил связи с оппозицией Сигизмунду в Венгрии. В 1403 году в Венгрии вспыхнуло восстание, и войска Сигизмунда и его главного союзника герцога Альбрехта Австрийского ушли из Моравии для его подавления.
В конце 1403 года королю Вацлаву IV удалось бежать из тюрьмы в Вене и начать новую войну против Сигизмунда. Решающее участие состоялось летом 1404 года в Зноймо. Город, который обороняли командиры Прокопа Ян Сокол из Ламберка и Гинек Сущий Дьявол из Кунштата, был осажден войсками Сигизмунда и Альбрехта. Через два месяца осада была снята из-за заболевания Сигизмунда и Альбрехта дизентерией (по другой версии, они были отравлены). Сигизмунд смог вылечиться, однако Альбрехт скончался.
В это же время маркграф Прокоп был освобожден из тюрьмы в картезианском монастыре в Брно, но вскоре, 4 сентября 1405 года, он умер от последствий тюремных лишений. К этому времени он примирился с Йоштом.

## Окончание войн
После смерти Прокопа Йошт стал единственным правителем Моравии и постепенно расширял свою власть, стремясь сравниться со своими двоюродными братьями Вацлавом IV и Сигизмундом Люксембургским. В конце 1410 года он стал королем Германии, но умер уже в январе 1411 года. Поскольку и Йошт, и Прокоп не оставили наследников, титул маркграфа Моравии был передан чешскому королю Вацлаву IV. Он включил маркграфство в состав Чешского королевства, объединив Богемию и Моравию под одной короной. При этом он подтвердил автономию моравов и назначил губернатора провинции из их среды.